# María Jesús Lara
María Jesús Lara es el nombre artístico de la actriz española Leonarda Novillo Sevilla, dedicada sobre todo al teatro y la televisión. Madre, con Manuel Gallardo, de la también actriz Nuria Gallardo. Aunque nacida en Madrid, en su infancia estuvo vinculada a Santa Cruz de los Cáñamos (Ciudad Real) de donde su padre era natural.

## Filmografía
- Adiós cordera (1969)
- Los que no fuimos a la guerra (1962)
- Canción de juventud (1962)
- Salto a la gloria (1959)
- Diez fusiles esperan (1959)

## Teatro (selección)
- La casa de Bernarda Alba (1992), de Federico García Lorca.[1]
- Luces de bohemia (1984) de Ramón María del Valle-Inclán
- Tirano Banderas (1974) de Ramón María del Valle-Inclán
- Tal vez un prodigio (1972) de Rodolfo Hernández
- La ópera de tres cuartos (1971) de Bertolt Brecht
- Luces de bohemia (1970), de Ramón María del Valle-Inclán
- En el Escorial, cariño mío (1968) de Alfonso Paso
- El carrusel (1964/1965) de Víctor Ruiz Iriarte
- Bodas de sangre (1963) de Federico García Lorca
- Doña Clarines (1962), de los Hermanos Álvarez Quintero.
- Calumnia (1961), de Lillian Hellman.[2]
- Los años del bachillerato (1960) de José André Lacour
- El baile de los ladrones (1960), de Jean Anouilh.[3]
- Eloísa está debajo de un almendro (1961) de Enrique Jardiel Poncela
- La gata sobre el tejado de zinc (1959), de Tennessee Williams.[4]

## Televisión
| - Teatro breve - Nubes de paso (1980) - Estudio 1 - La boda de la chica (1980) - Los tres etcéteras de Don Simón (1978) - La bella Dorotea (1973) - Tierra baja (1971) - Fuente escondida (1969) - Cañas y barro (1978) - Novela - Almudena, o la historia de viejos personajes (1977) - Un verano con Ángela (1977) - Menos que nada (1973) - La esfinge maragata (1973) - Enrique de Lagardere (1971) - El rey sabio | - Cuentos y leyendas - La inocencia castigada (1975) - Telecomedia - La oportunidad (1974) - Ficciones - Los ojos de la pantera (1974) - Trilby (1973) - Tentaciones, Las - La escuela de los padres (1970) - Remite: Maribel - La llave de la despensa (1970) - Hora once - Una cruz para Electra (1969) - ¿Es usted el asesino? (1968) |